# La cocina
La cocina è un film del 2024 scritto e diretto da Alonso Ruizpalacios.
La pellicola è liberamente tratta dalla commedia La cucina di Arnold Wesker.

## Trama
Le vite del personale di una tavola calda di Manhattan si intrecciano. Pedro, lo chef, è un immigrato irregolare messicano che si innamora della cameriera Julia, che ricambia i suoi sentimenti ma non vuole impegnarsi in una relazione con uomo che potrebbe essere espulso dal Paese in qualsiasi momento. La situazione si complica quando Pedro
viene accusato di aver rubato.

## Promozione
Una prima clip del film è stata diffusa il 15 febbraio 2024.

## Distribuzione
Il film è stato presentato in anteprima mondiale il 16 febbraio 2024 in concorso al Festival di Berlino 2024. In Italia, il film è stato distribuito nelle sale cinematografiche a partire dal 5 giugno 2025.

## Accoglienza
Su Rotten Tomatoes, il 75% delle recensioni di 12 critici sono positive, con una valutazione media di 7,5/10.

## Riconoscimenti
- 2024 – Festival internazionale del cinema di Berlino[6]
  - In concorso per l'Orso d'oro